# Geldrop-Mierlo
Geldrop-Mierlo é um município dos Países Baixos, situado na província de Brabante do Norte. Tem 31,39 km² de área e sua população em 2020 foi estimada em 39.997 habitantes.